# 日本海外協会連合会
日本海外協会連合会（にっぽんかいがいきょうかいれんごうかい）は、かつて外務省の外郭団体として存在した財団法人である。独立行政法人国際協力機構の前身。

## 概要
戦後、日本政府は海外移住を国策とし、移民送出の実務機関として1954年1月5日に公益財団法人日本海外協会連合会（通称：海協連）を設立した。初代会長には村田省蔵が就いたが多忙のため退き副会長の坪上貞二が会長となった。
各都道府県の移住課や海外協会が移民の募集と選考を行い、海協連が移民の送り出しと移住後のアフターケアを担当した。
海協連は積極的に海外支部を開設した。ブラジルでは1956年にアマゾン支部、翌57年にサンパウロ支部とリオデジャネイロ支部、1961年にポルト・アレグレ支部そして1962年にレシフェ支部が設けられた。海協連サンパウロ支部はサントスの移民の家やブラジル奥地の日系集団地巡回診療等、日本移民の移住後のアフターケア事業に携わり、日本移民援護協会の創立にも深く関わった。
1963年7月15日、海協連は日本海外移住振興株式会社と統合され、特殊法人海外移住事業団が設立され、1974年8月海外技術事業団と海外移住事業団が統合し国際協力事業団となった。